# Combat de l'Ametettaï (2014)
Guerre du Mali
Batailles
Le combat de l'Ametettaï se déroule pendant l'opération Barkhane, lors de la guerre du Mali. L'armée française effectue une offensive dans l'Adrar Tigharghar baptisée opération Tudelle.

## Prélude
Plusieurs mois après la bataille de Tigharghâr, les djihadistes réinvestissent l'adrar et la vallée de l'Ametettaï qui avait été la principale base malienne d'AQMI et le principal théâtre de la bataille livrée en février et mars 2013. 
Pendant la nuit du 4 au 5 mars 2014, les Français effectuent un raid aérien avec avions et hélicoptères qui tue 11 djihadistes. Mais en octobre 2014, les officiers de la force Barkhane décident de planifier une opération terrestre dans l'Adrar Tigharghar. L'offensive est baptisée « Opération Tudelle ». Les Français engagent 400 hommes et une centaine de véhicules, ils estiment également qu'environ 200 djihadistes sont présents dans la zone.

## Déroulement
La nuit du 28 au 29 octobre 2014, l'armée française effectue une opération héliportée contre un groupe de djihadistes localisés dans la vallée de l'Ametettaï, près de l'Adrar Tigharghar,. 
Le combat s'engage à l'aube entre les djihadistes, au nombre d'une trentaine d'hommes, et les soldats français soutenus par l'aviation et des hélicoptères. Les forces spéciales perdent un homme mais tuent une vingtaine de djihadistes, les survivants prennent la fuite et se replient dans des grottes ou dans des failles,,,.
Les combats se poursuivent pendant la nuit, mais l'armée française affirme avoir l'« ascendant sur le terrain ».
L'opération se poursuit dans les jours qui suivent et les Français ratissent la zone de l'Adrar Tigharghar. Le 31 octobre, d'autres jihadistes sont repérés et des hélicoptères français entrent en action contre au moins deux autres campements. Les Français poursuivent les fouilles pendant quelques jours et l'opération s'achève début novembre.

## Pertes
Selon le premier communiqué du Ministère français de la Défense, une vingtaine de djihadistes sont « neutralisés » lors du combat. Côté français, les forces spéciales déplorent un blessé et un mort ; le sergent-chef Thomas Dupuy du Commando parachutiste de l'air n° 10 (CPA-10), tué le matin du 29 octobre,,,. Un soldat français blessé est pris en charge par une antenne chirurgicale avancée, un deuxième, très légèrement atteint, rejoint rapidement son unité. Le 6 novembre, peu après la fin de l'opération, le Ministère français de la Défense affirme que les djihadistes ont perdu 24 hommes et que deux autres ont été faits prisonniers,. Plusieurs véhicules islamistes ont également été détruits, d'importantes quantités d’armement saisies, ainsi que du matériel pour fabriquer des IED.

## Reportage photos
- Thomas Goisque,, « Avec les forces spéciales françaises », Paris Match, 21 novembre 2014..